# 鈴木晄
鈴木 晄（すずき あきら、1928年10月11日 - 2014年4月17日）は、日本の映画編集技師。大阪府出身。

## 経歴
1945年に和歌山大学に入学。1952年に卒業と同時に宝塚映画に助監督として入社。1954年に日活撮影所に移籍して編集技師に転向。1978年に新設されたにっかつ撮影所の取締役になる。1989年に退任し技師一筋となる。『マルサの女』や『嵐を呼ぶ男』など430本以上の映画で編集を担当した。2004年文化庁映画賞受賞。
2014年4月17日、腎盂炎のため死去。85歳没。

## 主な作品
- 1958年 - 『影なき声』
- 1961年 - 『散弾銃の男』
- 1962年 - 『赤い蕾と白い花』
- 1963年 - 『野獣の青春』、『探偵事務所23 くたばれ悪党ども』
- 1971年 - 『逆縁三つ盃』
- 1974年 - 『伊豆の踊子』
- 1975年 - 『潮騒』、『絶唱』
- 1976年 - 『エデンの海』、『春琴抄』
- 1977年 - 『泥だらけの純情』、『霧の旗』
- 1978年 - 『炎の舞』
- 1979年 - 『蘇える金狼』、『太陽を盗んだ男』
- 1980年 - 『復活の日』
- 1981年 - 『青春の門』、『セーラー服と機関銃』
- 1982年 - 『青春の門 自立篇』、『化石の荒野』
- 1983年 - 『探偵物語』、『南極物語』、『居酒屋兆治』
- 1984年 - 『愛情物語』、『お葬式』
- 1985年 - 『高校教師』、『春の鐘』、『タンポポ』
- 1986年 - 『植村直己物語』、『紳士同盟』
- 1987年 - 『マルサの女』、『ラッコ物語』
- 1988年 - 『マルサの女2』、『敦煌』
- 1989年 - 『スウィートホーム』
- 1990年 - 『あげまん』、『天と地と』
- 1991年 - 『大誘拐 RAINBOW KIDS』、『仔鹿物語』
- 1992年 - 『ミンボーの女』
- 1993年 - 『大病人』
- 1994年 - 『居酒屋ゆうれい』
- 1995年 - 『静かな生活』『三たびの海峡』
- 1996年 - 『スーパーの女』
- 1997年 - 『マルタイの女』
- 1998年 - 『絆 -きずな-』

## 受賞歴
- 第12回日本アカデミー賞 最優秀編集賞[4]
- 第38回日本アカデミー賞 会長特別賞[5]